# ألفارو راموس
ألفارو راموس (بالإسبانية: Álvaro Ramos)‏ (14 أبريل 1992 بإيكويكو في تشيلي - ) هو لاعب كرة قدم تشيلي في مركز الهجوم. شارك مع منتخب تشيلي تحت 17 سنة لكرة القدم. أما مع النوادي، فقد لعب مع سانتياغو واندررز ونادي أونيفرسيداد كاتوليكا وديبورتيس إيكيكي.

## وصلات خارجية
- ألفارو راموس على موقع قاعدة بيانات كرة القدم.إي يو (الإنجليزية)
- ألفارو راموس على موقع ناشيونال فوتبول تيمز (الإنجليزية)
- ألفارو راموس على موقع Soccerway.com (الإنجليزية)
- ألفارو راموس على موقع عالم كرة القدم.نت (الإنجليزية)
- ألفارو راموس على موقع AS.com (الإسبانية)